# RFU Championship 1996-97
La RFU Championship 1996-97 fue la décima edición del torneo de segunda división de rugby de Inglaterra.

## Sistema de disputa
Los equipos se enfrentaran todos contra todos en condición de local y de visitante, totalizando 22 partidos en la fase regular.

## Clasificación
| Pos. | Equipo            | Encuentros | Encuentros | Encuentros | Encuentros | Tantos | Tantos | Tantos | Puntos |
| Pos. | Equipo            | PJ         | PG         | PE         | PP         | F      | C      | Dif    | Puntos |
| ---- | ----------------- | ---------- | ---------- | ---------- | ---------- | ------ | ------ | ------ | ------ |
| 1    | Richmond FC       | 22         | 19         | 2          | 1          | 986    | 410    | 576    | 40     |
| 2    | Newcastle Falcons | 22         | 19         | 1          | 2          | 1255   | 346    | 909    | 39     |
| 3    | Coventry RFC      | 22         | 16         | 1          | 5          | 738    | 394    | 344    | 33     |
| 4    | Bedford Blues     | 22         | 15         | 0          | 7          | 720    | 482    | 238    | 30     |
| 5    | London Scottish   | 22         | 11         | 0          | 11         | 549    | 568    | –19    | 22     |
| 6    | Wakefield RFC     | 22         | 11         | 0          | 11         | 504    | 557    | –53    | 22     |
| 7    | Rotherham RUFC    | 22         | 10         | 0          | 12         | 525    | 661    | –136   | 20     |
| 8    | Moseley RFC       | 22         | 9          | 0          | 13         | 492    | 741    | –249   | 18     |
| 9    | Waterloo RFC      | 22         | 8          | 0          | 14         | 506    | 661    | –155   | 16     |
| 10   | Blackheath RC     | 22         | 7          | 0          | 15         | 412    | 641    | –229   | 14     |
| 11   | Rugby Lions       | 22         | 3          | 0          | 19         | 317    | 1060   | –743   | 6      |
| 12   | Nottingham RFC    | 22         | 2          | 0          | 20         | 344    | 827    | –483   | 4      |

|  | Campeón.                            |
|  | Descendidos a la National League 1. |

| Bandera de Inglaterra |
| Campeón Richmond FC   |
| Primer título         |